# Ibos
 Ibos  es una comuna y población de Francia, en la región de Mediodía-Pirineos, departamento de Altos Pirineos, en el distrito de Tarbes y cantón de Bordères-sur-l'Échez.
Está integrada en la Communauté d'agglomération du Grand Tarbes.
El meridiano de Greenwich atraviesa esta población.

## Demografía
Su población en el censo de 1999 era de 2.778 habitantes.
| 1,252 | 1,520 | 1,657 | 1,837 | 1,987 | 2,238 | 2,309 | 2,778 |
| Para los censos de 1962 a 1999 la población legal corresponde a la población sin duplicidades (Fuente: INSEE [Consultar]) |       |       |       |       |       |       |       |